# Adrian Kilian
Adrian Kilian  (* 1994) ist ein deutscher Synchronsprecher. Der hauptsächlich durch die Synchronisierung von Angus T. Jones (Jake Harper in der Sitcom Two and a Half Men) bekannte Sprecher hatte seine ersten Rollen bereits im Alter von vier bis fünf Jahren.

## Berufliche Karriere
Im Urlaub mit den Eltern lernte der damals Vierjährige einen Supervisor von Disney kennen, der ihm, nachdem sich herausstellte, dass die Familie in Berlin-Lankwitz ganz in der Nähe der Berliner Synchron AG wohnte, ein Vorsprechen und daraufhin einige Rollen offerierte. Angefangen mit kleinen Hintergrundrollen bekam Kilian mit zunehmender Erfahrung auch größere Rollen, wie im Alter von sechs Jahren die erste Hauptrolle als Peter Sullivan in Road to Perdition oder mit neun die des Jake Harper.
Nach seinem Abitur entschied er sich für ein Studium der Zahnmedizin und tritt damit in die Fußstapfen seiner Eltern. Eine Ausbildung als Synchronsprecher hält er durch seine Erfahrung vorerst für unnötig.

## Synchronrollen (Auswahl)

### Filme
- 2000: Liam – Anthony Borrows als Liam
- 2002: Die göttlichen Geheimnisse der Ya–Ya–Schwestern – Alex Cooper als Baylor Walker
- 2004: Spurensuche – Umwege zur Wahrheit – Jonah Bobo als Zach
- 2005: Die Reise der Pinguine als Pinguin–Kind
- 2006: Ab durch die Hecke – Sami Kirkpatrick als Bucky
- 2007: The Piano Forest – Hiroyuki Amano als Halbstarker
- 2008: Sky Busters – Die Himmelsstürmer – Jesse James als Jason McIntyre
- 2013: Kindsköpfe 2

### Serien
- 2005–2007: What’s Up, Dad? – Noah Gray–Cabey als Dr. Franklin Aloysius Mumford
- 2005–2013, 2015: Two and a Half Men – Angus T. Jones als Jake Harper
- 2006: Ghost Whisperer – Stimmen aus dem Jenseits – Lorenzo James Henrie als Rat
- 2007–2008: iCarly – Noah Munck als Gibby Gibson